# Nidzica
Nidzica là một thị trấn thuộc huyện Nidzicki, tỉnh Warmińsko-Mazurskie ở đông-bắc Ba Lan. Thị trấn có diện tích 7 km². Đến ngày 1 tháng 1 năm 2011, dân số của thị trấn là 14337 người và mật độ 2090 người/km².